# Governo Lenin II
Il secondo governo Lenin fu il gabinetto istituito nel 1923 in seguito alla creazione dell'Unione delle Repubbliche Socialiste Sovietiche e vedeva Vladimir Lenin de facto come capo del governo (ufficialmente, la sua carica era quella di Presidente del Consiglio dei commissari del popolo dell'Unione Sovietica). 
Fu istituito il 6 luglio 1923, con apposito decreto del neocostituito Congresso dei Soviet dell'Unione Sovietica dopo la fondazione dell'URSS, e terminò il 21 gennaio 1924, a seguito della morte di Lenin.

## Composizione[3]
| Commissario del Popolo                    | Incaricato                           | Partito |
| ----------------------------------------- | ------------------------------------ | ------- |
| Presidente                                | Vladimir Lenin                       | PCUS    |
| Vicepresidenti                            | Lev Borisovič Kamenev                | PCUS    |
| Vicepresidenti                            | Aleksej Ivanovič Rykov               | PCUS    |
| Vicepresidenti                            | Aleksandr Dmitrievič Cjurupa         | PCUS    |
| Vicepresidenti                            | Vlas Jakovlevič Čubar'               | PCUS    |
| Vicepresidenti                            | Grigorij Konstantinovič Ordžonikidze | PCUS    |
| Vicepresidenti                            | Mamia Orakhelashvili                 | PCUS    |
| Segretario del governo                    | Nikolai Gorbunov                     | PCUS    |
| Affari esteri                             | Georgij Vasil'evič Čičerin           | PCUS    |
| Commercio e Industria                     | Leonid Krasin                        | PCUS    |
| Ferrovie                                  | Feliks Ėdmundovič Dzeržinskij        | PCUS    |
| Affari militari e marittimi               | Leon Trotski                         | PCUS    |
| Finanze                                   | Grigorij Jakovlevič Sokol'nikov      | PCUS    |
| Commercio con l'Estero                    | Leonid Krasin                        | PCUS    |
| Lavoro                                    | Vasili Schmidt                       | PCUS    |
| Poste e Telegrafi                         | Ivan Nikitič Smirnov                 | PCUS    |
| Approvvigionamenti alimentari             | Nikolaj Briujanov                    | PCUS    |
| Consiglio Supremo dell'Economia Nazionale | Aleksej Ivanovič Rykov               | PCUS    |
| Ispettore dei Lavoratori e dei Contadini  | Valerian Vladimirovič Kujbyšev       | PCUS    |
| Gosplan                                   | Gleb Maksimilianovič Kržižanovskij   | PCUS    |